# Aleš Hrdlička

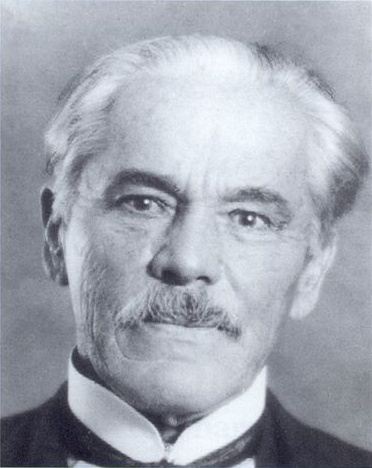
Aleš Hrdlička.

Alois Ferdinand Hrdlička, nach 1918 in Aleš Hrdlička geändert (* 30. März 1869 in Humpolec, Böhmen, Österreich-Ungarn; † 5. September 1943 in Washington, D.C.), war ein böhmisch-US-amerikanischer Anthropologe.

## Leben
Aleš Hrdličkas Familie emigrierte 1881 in die USA. In New York City studierte er von 1889 bis 1892 Medizin am Eclectic Medical College. Von 1892 bis 1894 vertiefte er seine Ausbildung am New York Homeopathic College und wurde nach bestandenem Examen am New York Homeopathic Hospital for the Insane als Arzt beschäftigt. Bereits 1895 wechselte er ans neu gegründete Institut für Pathologie der New York State Hospitals, wo er bis 1899 angestellt war. 1896 verbrachte er mehrere Monate in Paris, wo er sich bei dem Anthropologen Léonce-Pierre Manouvrier (1850–1927) ins Gebiet der Anthropometrie einarbeitete. Während seiner Tätigkeit am Institut für Pathologie lernte Hrdlička den Ethnologen und Kurator für Anthropologie, Frederic Ward Putnam vom American Museum of Natural History, kennen, der ihm eine Teilnahme an einer vom Museum initiierten Expedition ermöglichte: 1898 begleitete Hrdlička den norwegischen Ethnologen Carl Lumholtz auf dessen vierten und letzten Expedition zu den Tarahumara und den Huichol in Mexiko. Auf der viermonatigen Reise untersuchten sie Knochenreste und zeichneten 60 Melodien und Gesänge der besuchten Stämme mittels eines Graphophons auf. Aufgrund der Erfahrungen während dieser Expedition kündigte Hrdlička beim Institut für Pathologie und wechselte zu Putnam ans American Museum of Natural History, für das er zwischen 1899 und 1902 mehrere große anthropometrische Studien bei indigenen Gruppen im Südwesten der USA und im Norden Mexicos durchführte. 1903 wurde Hrdlička zunächst stellvertretender Kurator, 1910 dann Kurator beim National Museum of Natural History, einem Teil der Smithsonian Institution. Es folgten zahlreiche weitere anthropologische Studien in Europa und den Amerikas.
International bekannt, in Fachkreisen jedoch umstritten, waren Hrdličkas Überlegungen zur Besiedlung Amerikas durch die Ureinwohner und zur Rolle der Neandertaler in der Stammesgeschichte des Menschen. In seinem Buch The Question of Ancient Man in America argumentierte er 1937, die ersten Menschen seien nach dem Ende der letzten Eiszeit aus Sibirien über die Beringstraße nach Alaska und von dort allmählich weiter nach Süden gewandert. Dies entspricht auch dem heutigen Forschungsstand, stand damals jedoch in Konkurrenz zu Hypothesen, die Einwanderung sei über einen Ozean erfolgt. Einflussreich waren ferner seine Fachaufsätze The Neanderthal Phase of Man (1927) und The skeletal remains of early man (1930), in denen er argumentierte, der anatomisch moderne Mensch (Homo sapiens) habe sich aus dem Neandertaler entwickelt. Bernard Wood führt diese – auf korrekten und detaillierten Beschreibungen von Fossilien beruhende – Fehlinterpretation in seiner Encyclopedia of Human Evolution darauf zurück, dass Hrdlička „mehr im 19. als im 20. Jahrhundert verwurzelt“ gewesen sei und sich zu wenig mit der Evolutionstheorie befasst habe.
1918 gründete er das American Journal of Physical Anthropology, dessen Herausgeber er bis 1942 blieb. 1930 gehörte er zu den Gründern der American Association of Physical Anthropologists.
1915 wurde er in die American Academy of Arts and Sciences gewählt, 1918 in die American Philosophical Society und 1921 in die National Academy of Sciences.
Hrdlička war mit Marie Strickler verheiratet.

## Veröffentlichungen (Auswahl)
- (mit Carl Lumhotz): Trephining in Mexico, American Anthropologist, Dezember 1897. (englisch)
- (mit Carl Lumholtz): Marked Human Bones from a Prehistoric Tarasco Indian Burial-place in the State of Michoacan, Mexico, Bulletin of the American Museum of Natural History, Vol. X., 1898. (englisch)
- Description of an Ancient Anomalous Skeleton from the Valley of Mexico, with Special Reference to Supernumerary Bicipital Ribs in Man, Bulletin of the American Museum of Natural History, Vol. XII., 1899. (englisch)
- Physiological and Medical Observations Among the Indians of Southwestern United States and Northern Mexiko, 1908 (moderne Ausgabe: Kessinger Publishing, 2005, ISBN 1-4179-3837-4)
- Physical Anthropology. 1919
- Anthropometry. 1920
- Old Americans. 1925
- The Neanderthal Phase of Man. In: The Journal of the Royal Anthropological Institute of Great Britain and Ireland. Band 57, 1927, S. 249–274, doi:10.2307/2843704
- The Skeletal Remains of Early Man. In: Smithsonian Miscellaneous Collections. Band 83, Nr. 1, 1930, S. 1–379.
- The Question of Ancient Man in America. Ledger Syndicate, Philadelphia 1937
- Alaska Diary (1926–1931). The Jacques Cattell Press, Lancaster (PA) 1943

## Belege
1. ↑  Chronology of the Life of Aleš Hrdlička, Register to the Papers of
Aleš Hrdlička
2. 1 2   Eintrag Hrdlička, Aleš in: Bernard Wood (Hrsg.): Wiley-Blackwell Encyclopedia of Human Evolution. 2 Bände. Wiley-Blackwell, Chichester u. a. 2011, ISBN 978-1-4051-5510-6.
3. ↑  Member History: Aleš Hrdlička. American Philosophical Society, abgerufen am 4. Oktober 2018.

| Personendaten    | Personendaten                           |
| ---------------- | --------------------------------------- |
| NAME             | Hrdlička, Aleš                          |
| KURZBESCHREIBUNG | böhmisch-US-amerikanischer Anthropologe |
| GEBURTSDATUM     | 30. März 1869                           |
| GEBURTSORT       | Humpolec                                |
| STERBEDATUM      | 5. September 1943                       |
| STERBEORT        | Washington, D.C.                        |